# 代伊塔尔
代伊塔尔，是匈牙利诺格拉德州所辖的一个村。总面积21.74平方公里，总人口1442，人口密度66.3人/平方公里（2011年1月1日）。